# Taeniophallus nebularis
Taeniophallus nebularis là một loài rắn trong họ Rắn nước. Loài này được Schargel, Rivas & Myers mô tả khoa học đầu tiên năm 2005.